# Theo van Doesburg
Pour les articles homonymes, voir Theo.
Theo van Doesburg, pseudonyme de Christian Emil Marie Küpper, parfois orthographié Théo van Doesburg ou encore Théo van Doesbourg, est un peintre, architecte et théoricien de l'art néerlandais né le 30 août 1883 à Utrecht et mort le 7 mars 1931 à Davos. 
Il est connu pour être le fondateur et principal animateur du mouvement De Stijl. Il résida principalement à Utrecht, Weimar, Paris et Meudon.

## Biographie
Le 30 août 1883, Theo van Doesburg naît à Utrecht, ville actuellement aux Pays-Bas,,.
Fils du photographe Wilhelm Küpper et d’ Henrietta Catherina Margadant, il a toujours affiché son attachement à son beau-père, Theodorus Doesburg, d’où ce nom d’emprunt qu’il a officialisé lorsqu’il a commencé sa carrière artistique et auquel il a ajouté la particule van.
En 1902, après des cours d'art dramatique, il décide de se consacrer à l'écriture, puis à la peinture en tant qu'autodidacte. Il choisit le nom de son beau-père Theodorus Doesburg pour signature : Theo Doesburg puis Theo van Doesburg.
En 1908, il présente sa première exposition de peinture à La Haye dans un style naturaliste qu'il conserve jusqu'en 1915.
Au sortir de son service militaire, en 1915, certainement très impressionné par la démarche purement abstraite de Mondrian, il décide de suivre ses pas en reproduisant l’esthétique de son ami.
En novembre 1915, Van Doesburg publie dans la revue Eenheid un article sur l'œuvre de Mondrian.
En janvier 1916, il rend visite à Mondrian qui lui présente le théosophe allemand M. H. J. Schoenmaekers (en). En mars de la même année, Van Doesburg, Erich Wichmann (nl) et Louis Saalborn fondent l'association artistique De Anderen.
En octobre 1917, il fonde la revue De Stijl et le courant artistique portant le même nom avec Mondrian et l'architecte Jacobus Johannes Pieter Oud. Il en est le principal animateur durant toute sa vie.
En février 1920, Van Doesburg séjourne à Paris où il est l'hôte de Mondrian. Il rencontre Paul Rosenberg, directeur de la Galerie de L'Effort moderne.
En avril 1921, il s'installe à Weimar.
De 1921 à 1923, Van doesburg lie amitié avec les constructivistes Laszlo Moholy-Nagy et El Lissitzky, ainsi qu'avec Hans Richter et Mies van der Rohe. Ils forment ensemble le Groupe G. Avec les constructivistes russes, il joue un rôle décisif dans l'inflexion de l'enseignement de Weimar vers une esthétique alliant l'artisanat, le machinisme  et la production de masse. Reyner Banham considère qu'il est le premier à donner cette inflexion
En 1921, il rejoint aussi le mouvement Dada. Il rédige des poèmes Dada souvent sous le pseudonyme I.K. Bonset (anagramme de ik ben zot - je suis fou en néerlandais). À cette activité poétique, se rajoute une préoccupation de théoricien. Il donne une grande série de conférences, entre autres au Bauhaus, provoquant avec celles-ci l'abandon de l'orientation expressionniste de l'école.
En 1922, Van Doesburg fonde la revue Mecano à Leyde. Le 29 mai 1922, le Congrès international des artistes progressistes ouvre à Düsseldorf, à l'initiative de Van Doesburg.
En mai 1923, Theo van Doesburg s'installe avec sa femme Nelly Van Moorsel à Paris. Le 15 octobre de la même année, l'Exposition Les Architectes du groupe De Stijl ouvre à la Galerie L'Effort Moderne à Paris. Van Doesburg et Cornelis van Eesteren proposent trois projets de maisons « contre-constructions »
En novembre 1924, Le Bulletin de L'Effort Moderne publie le 5e manifeste de De Stijl, Vers une construction collective, cosigné par Van Doesburg et Van Eesteren.
De 1924 à 1925, Mondrian et Doesburg se brouillent.
Dans les années 1925-1926, en juillet, Van Doesburg signe le Manifeste de l'Élémentarisme. En septembre, la rénovation du café de l'Aubette débute à Strasbourg, sous la direction de Van Doesburg, avec l'aide de Hans Arp et Sophie Taeuber-Arp.
En 1926, il publie avec le Manifeste élémentariste et rompt définitivement avec les principes premiers du Néoplasticisme et de ce fait avec Mondrian.
Il participe en 1929 au Salon des indépendants.
Il construit sa maison-atelier à Meudon de 1929 à 1931 où il opère le grand renversement moderniste : toutes les références esthétisantes comme la couleur, les plans superposés (…) sont complètement absents afin de définir une approche purement fonctionnelle de l’architecture.
Le 15 février 1931, Mondrian devient membre de l'association Abstraction-Création, à Paris. Le 7 mars 1931, Van Doesburg meurt à l'âge de 47 ans d'une attaque cardiaque à Davos où il s'est rendu pour raison de santé.

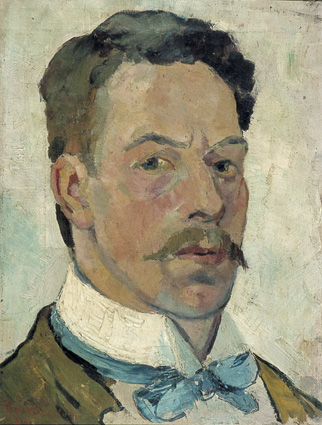
Autoportrait, 1913.
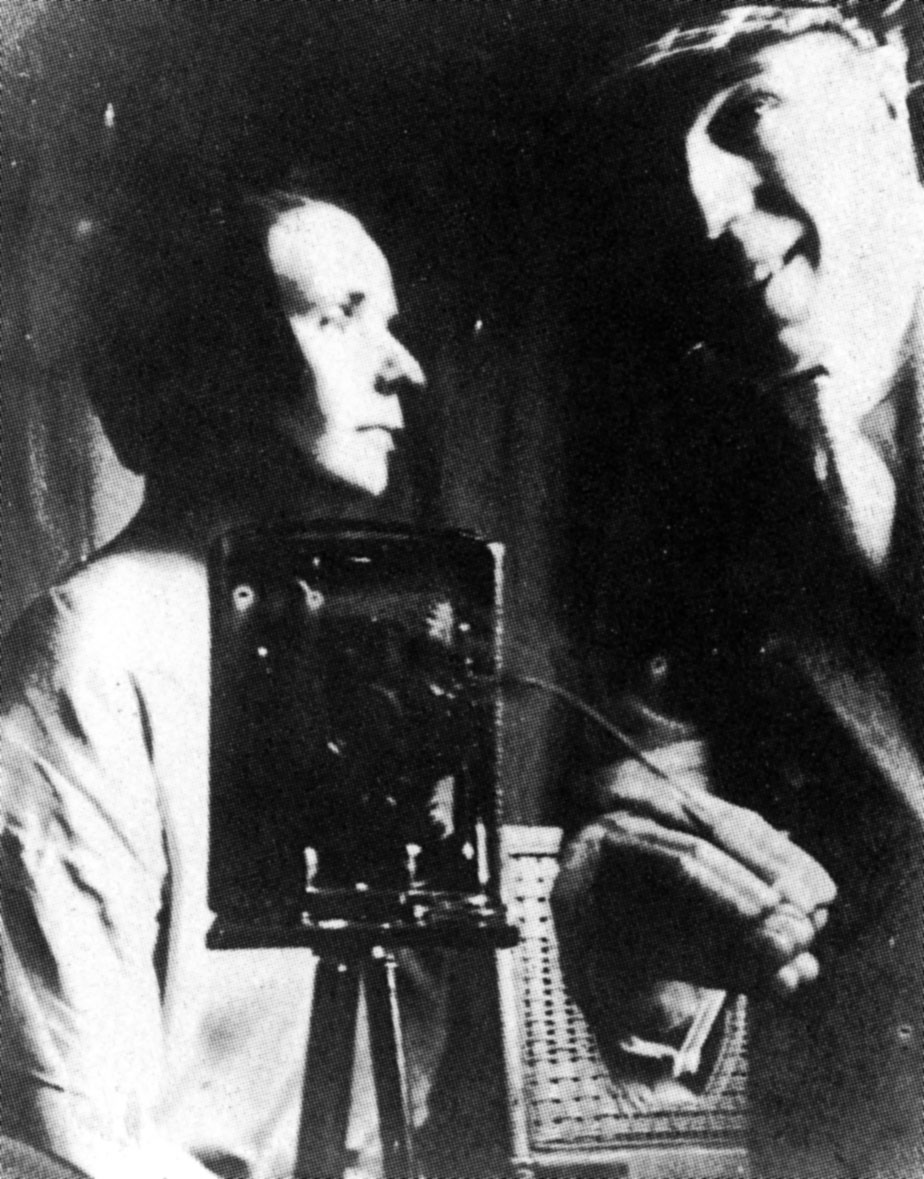
Theo et Nelly van Doesburg en 1921.
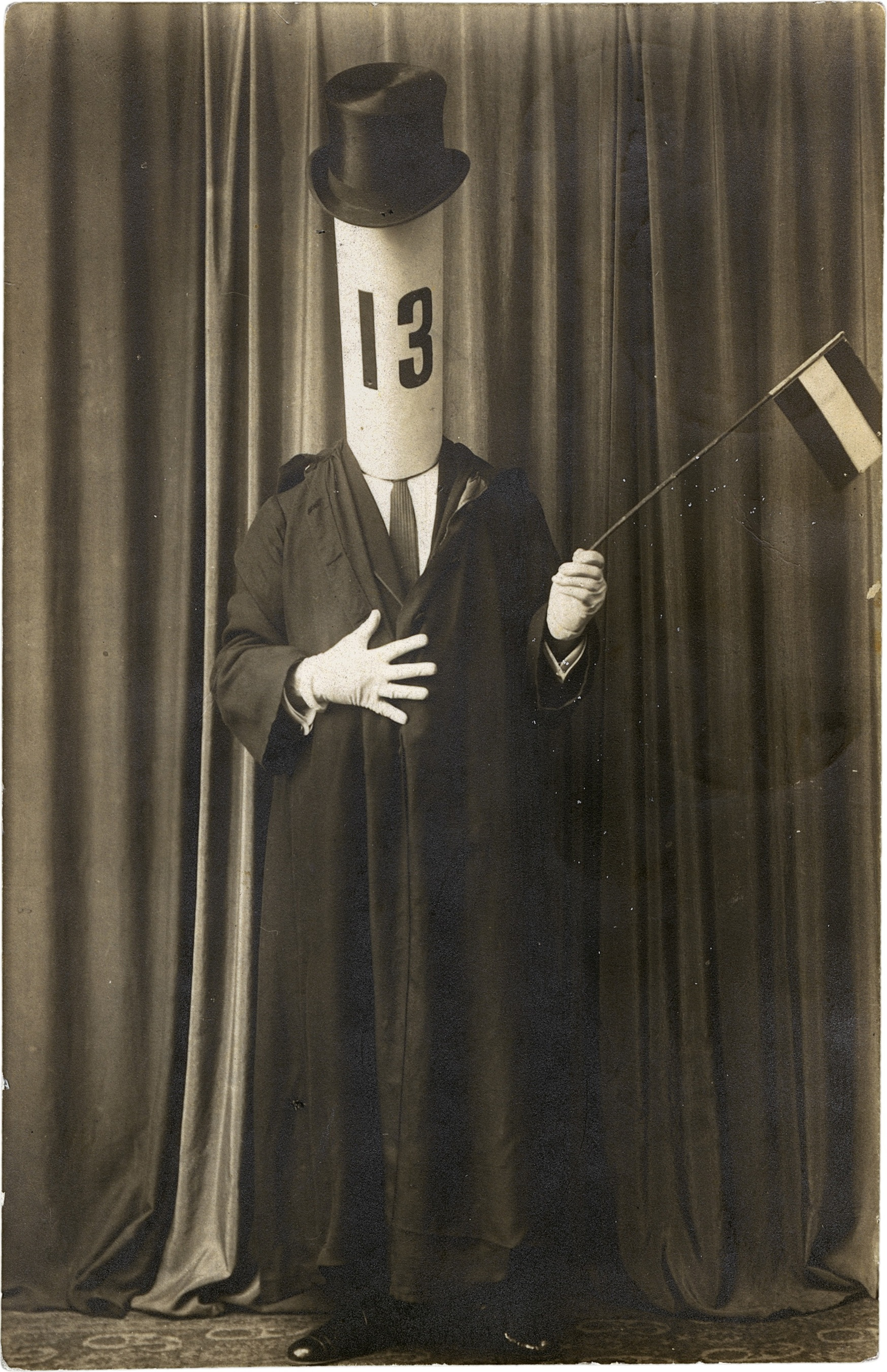
Does à la mi-carême février 1922 (période Dada).
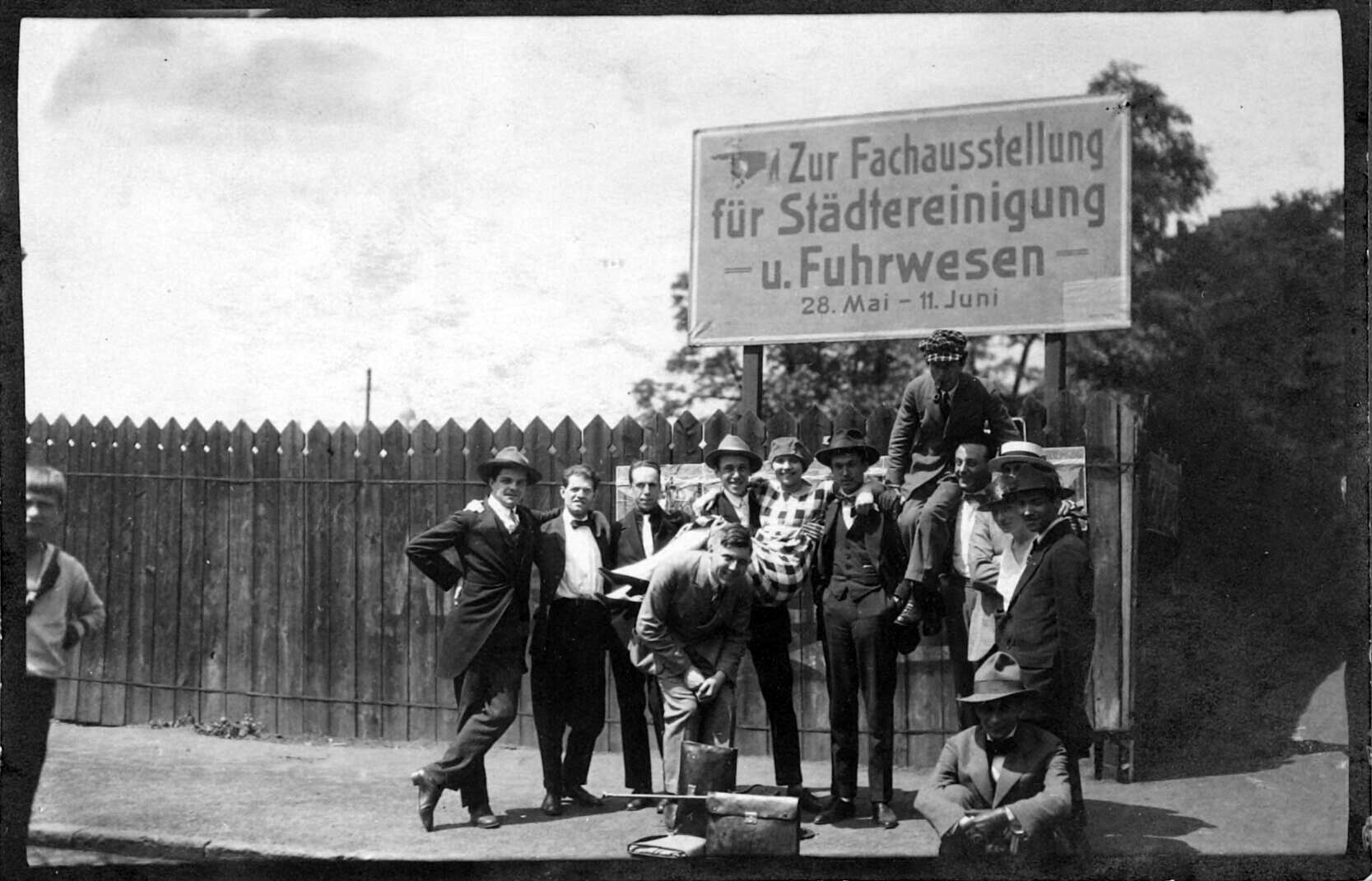
Au congrès international des artistes progressistes en mai 1922.
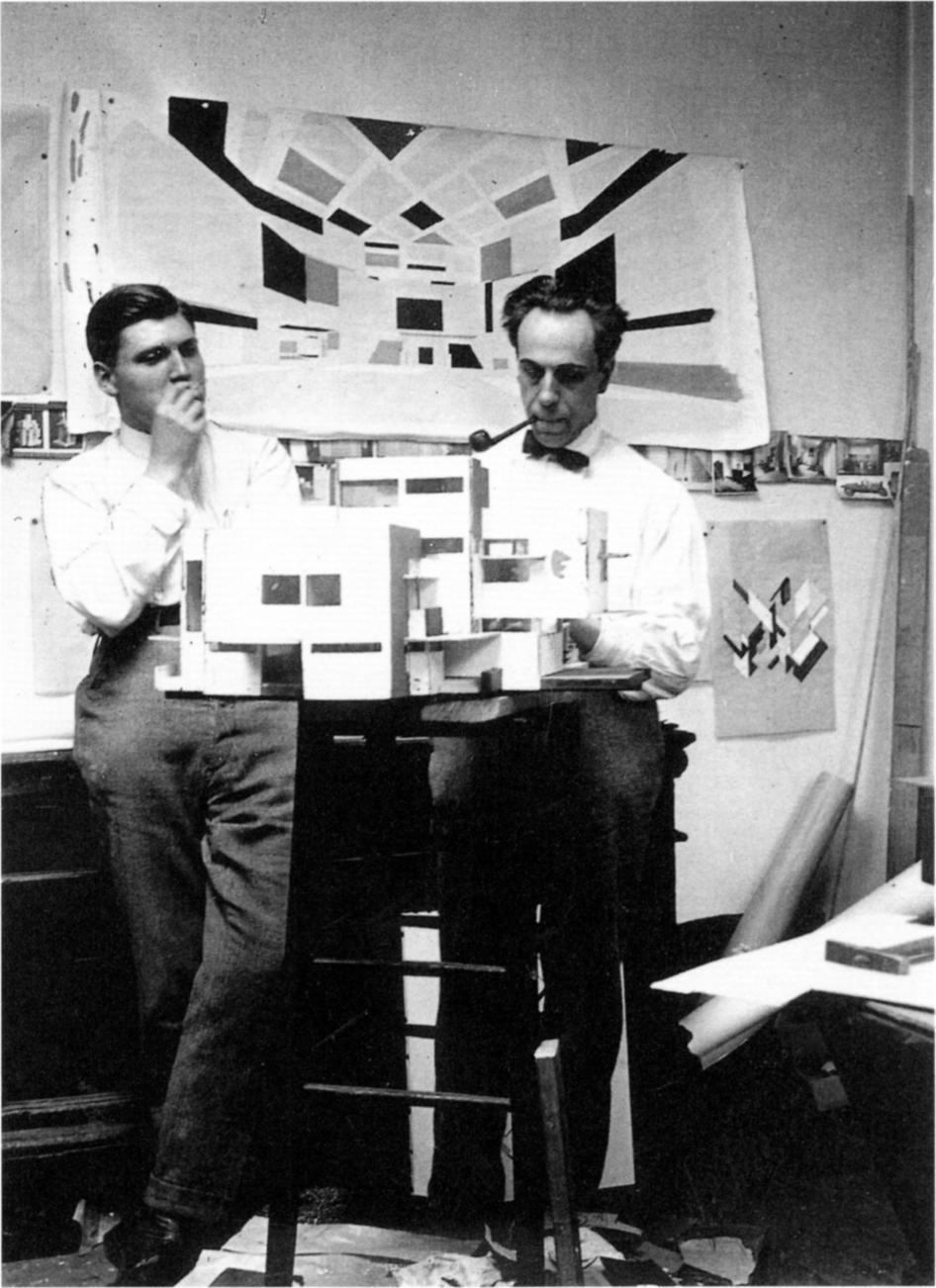
Cornelis van Eesteren et van Doesburg en 1923.
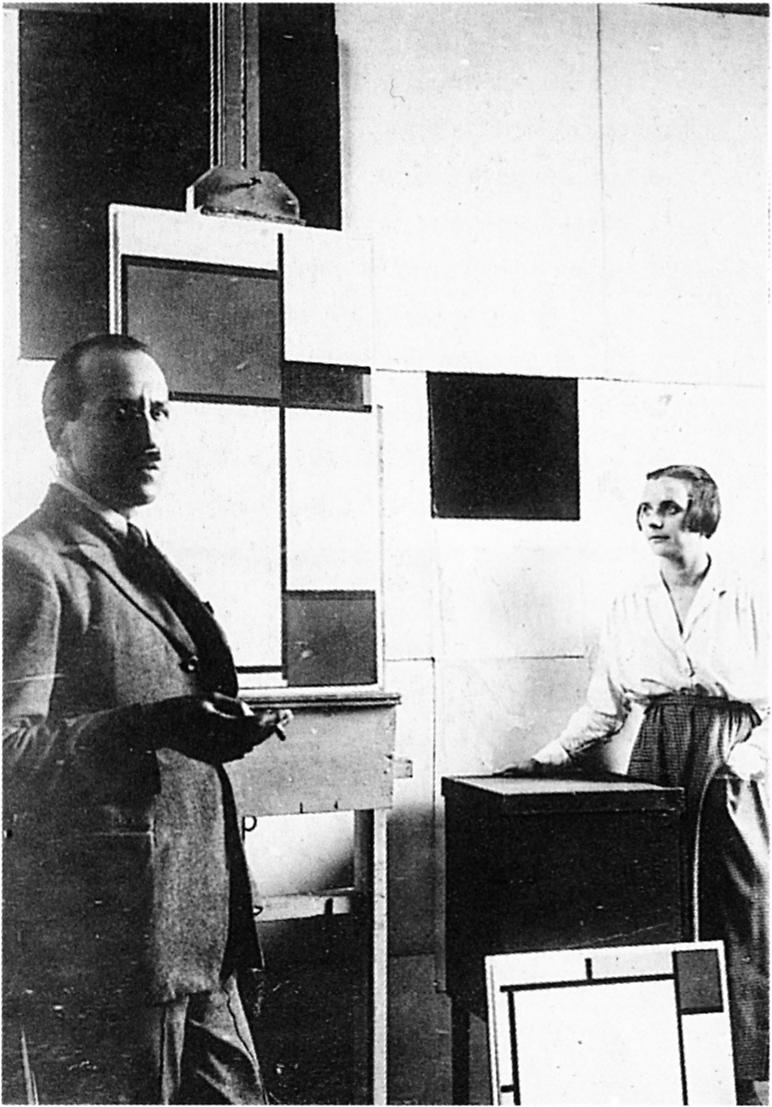
Piet Mondrian et Pétro (Nelly) van Doesburg en 1923.
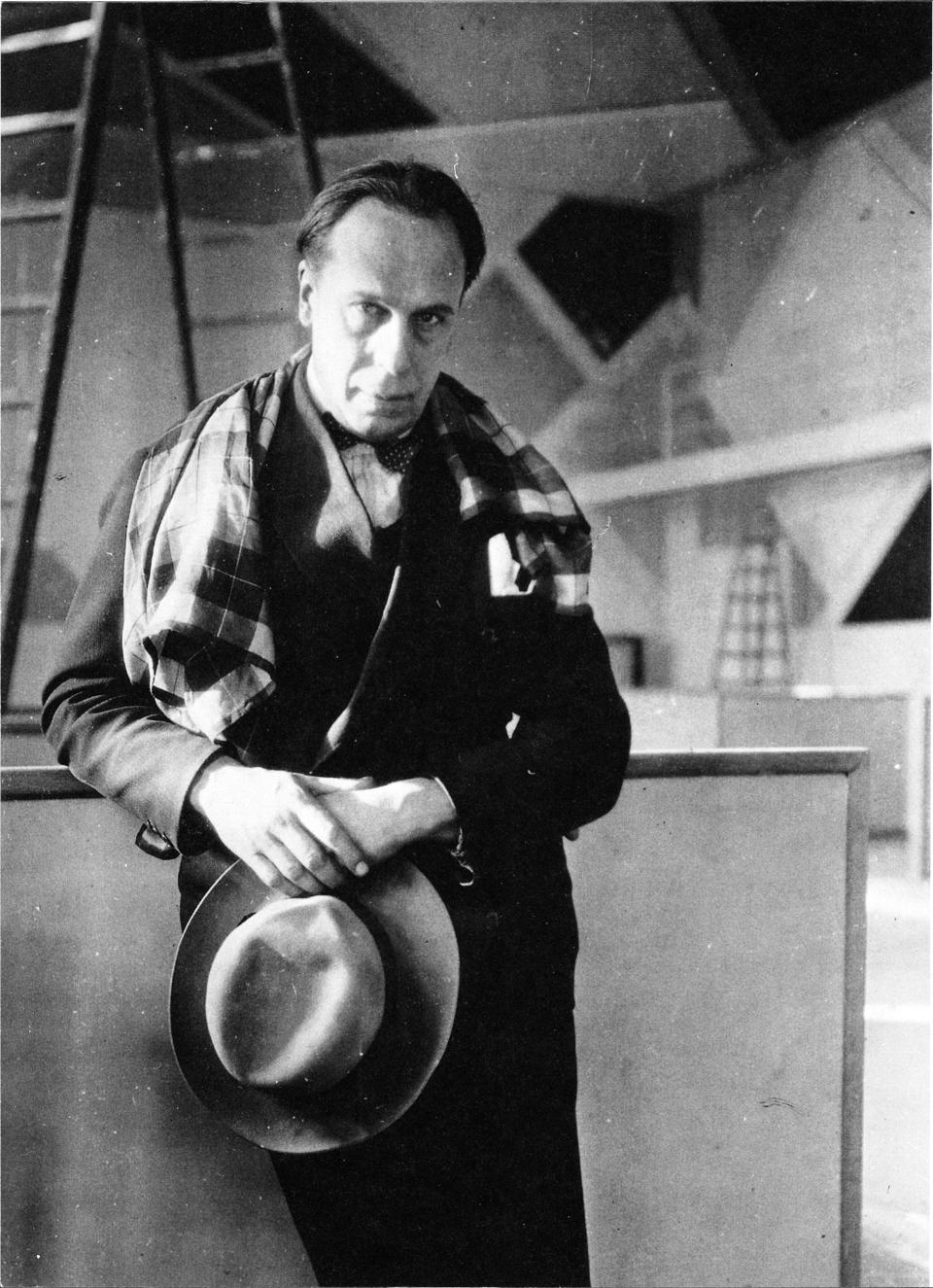
Theo van Doesburg à l'Aubette en 1927.
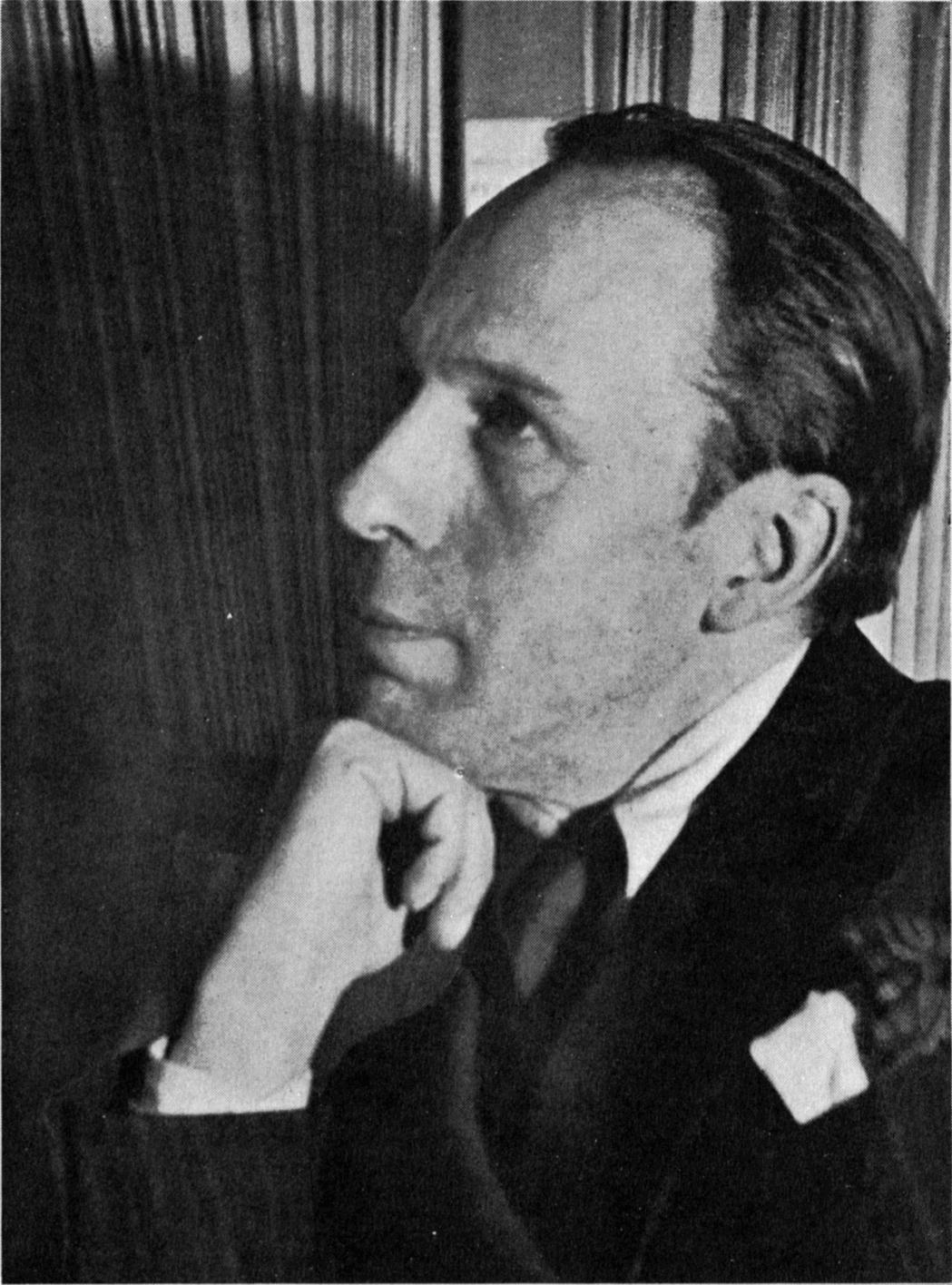
À Davos en 1931.

## Œuvre
Peintre de formation, il reste surtout connu pour son œuvre théorique. Compagnon de route de Piet Mondrian, il est le fondateur et animateur de la revue De Stijl, qui engendra un mouvement à la portée internationale. Il y exposa ses théories sur l'abstraction en peinture, et prôna le renouvellement radical de l'Art avec la transposition des recherches cubistes dans le domaine de l'Architecture.
Comme peintre, il participa notamment en 1926 avec Hans Arp et Sophie Taeuber-Arp à la décoration de l'Aubette à Strasbourg. Très lié avec ces derniers, il est d'ailleurs à l'origine de leur emménagement à Clamart, rue des Châtaigniers (leur maison étant devenu l'actuelle fondation Arp).

## Maison-atelier

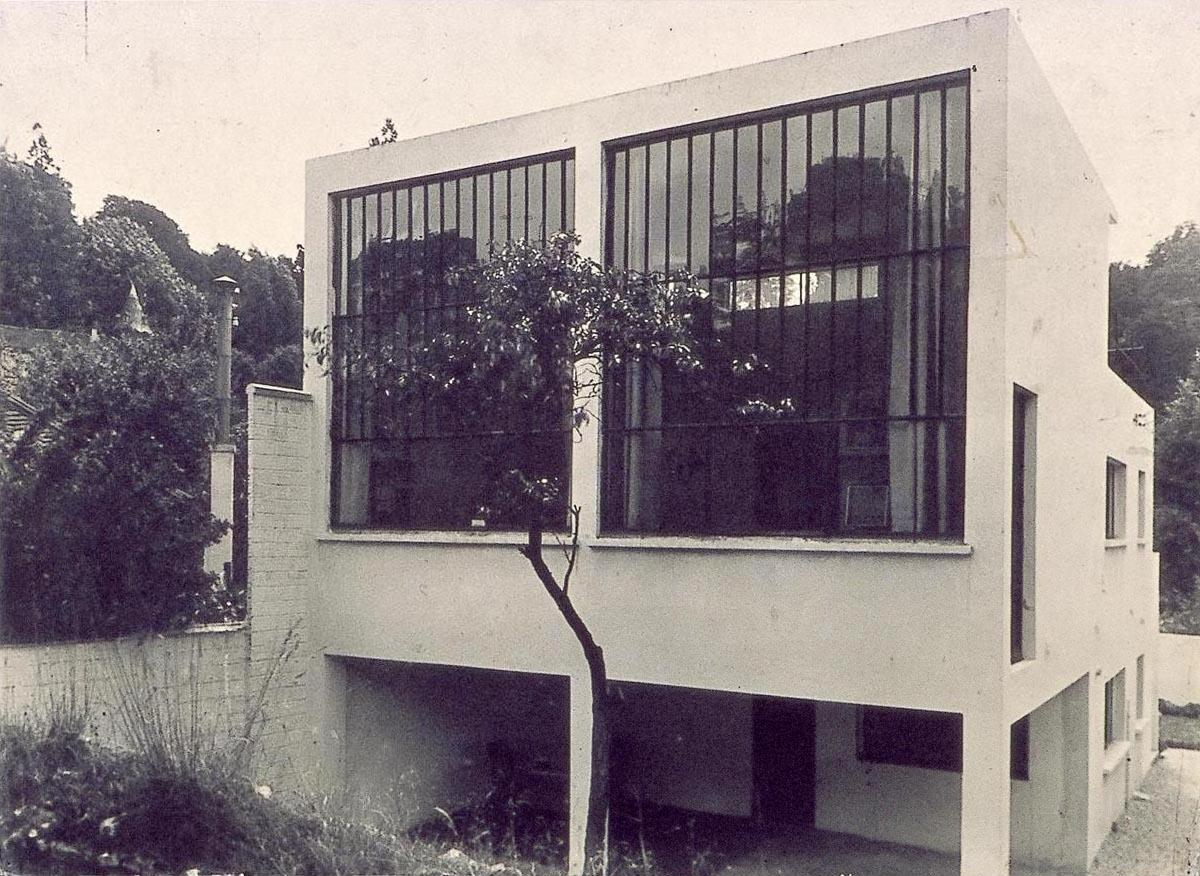
Maison-atelier

Construite de 1929 à 1931 à Meudon, au 29 rue Charles-Infroit, pour sa femme Nelly van Moorsel et lui-même, cette villa-atelier est une des grandes réussites de l'artiste dans sa quête de la synthèse quasi parfaite d'une conception architecturale minimaliste. Elle intègre notamment les principes fondamentaux issus de ses recherches sur la cohésion des arts plastiques. L'artiste étant décédé avant la fin des travaux, c'est son épouse qui, sur la foi d'un croquis, mena à bien la mise en couleur de la façade. Le bâtiment a été classé Monument historique dès 1965, et abrite aujourd'hui une fondation, propriété de l’État néerlandais.

## Citations
« Depuis 1913, nous ressentions tous un besoin d'abstraction et de simplification. Le caractère mathématique s'imposa de toute évidence face à l'impressionnisme, que nous rejetions; tout ce qui n'allait pas au bout de nos principes était qualifié de "baroque". Nous étions tous d'accord sur un point : nous déclarions la guerre au style baroque sous ses formes les plus diverses. »

## Quelques-unes de ses œuvres

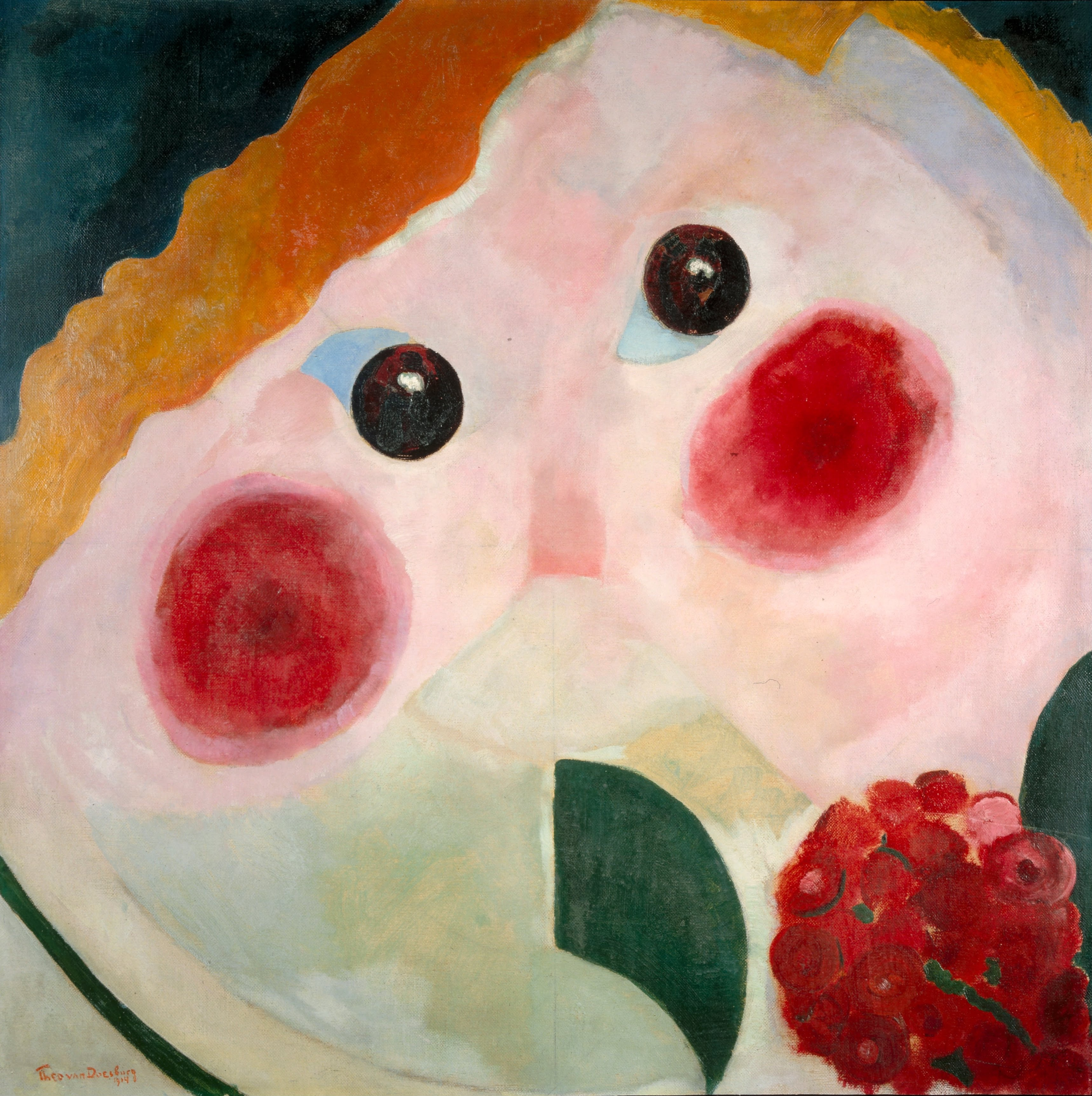
La Fille aux renoncules, 1914.
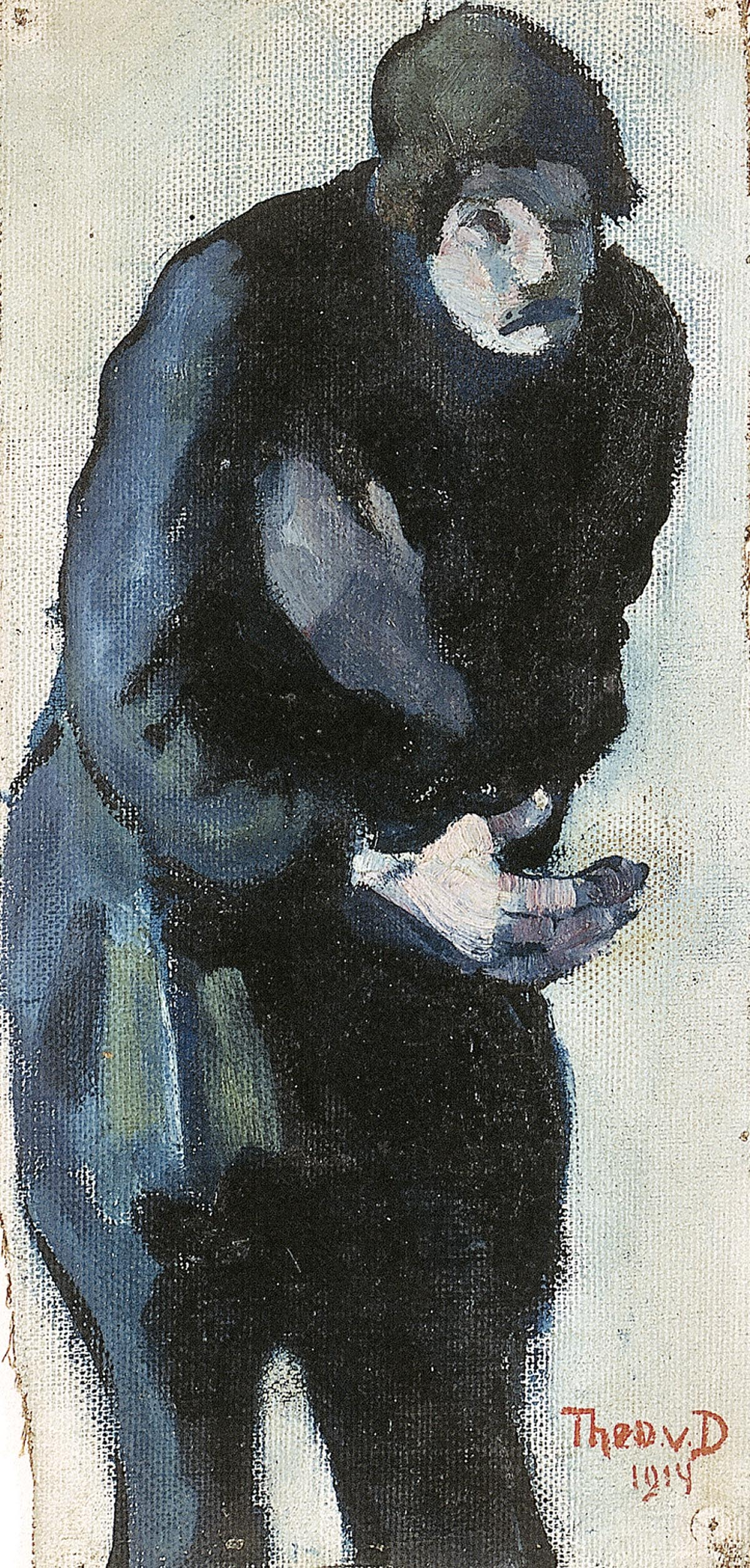
Mendiant, 1914.
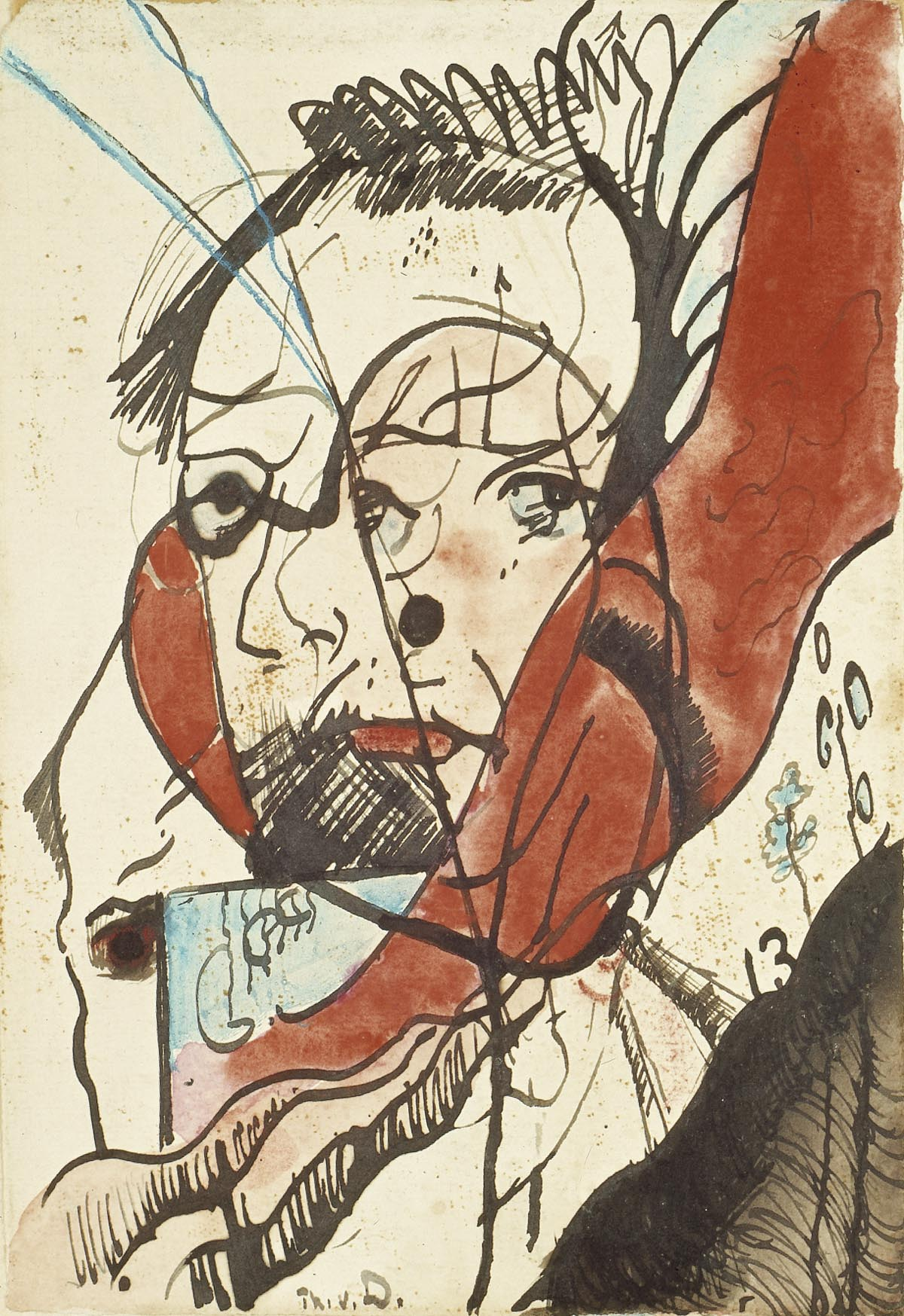
Mannenportret, vers 1915.
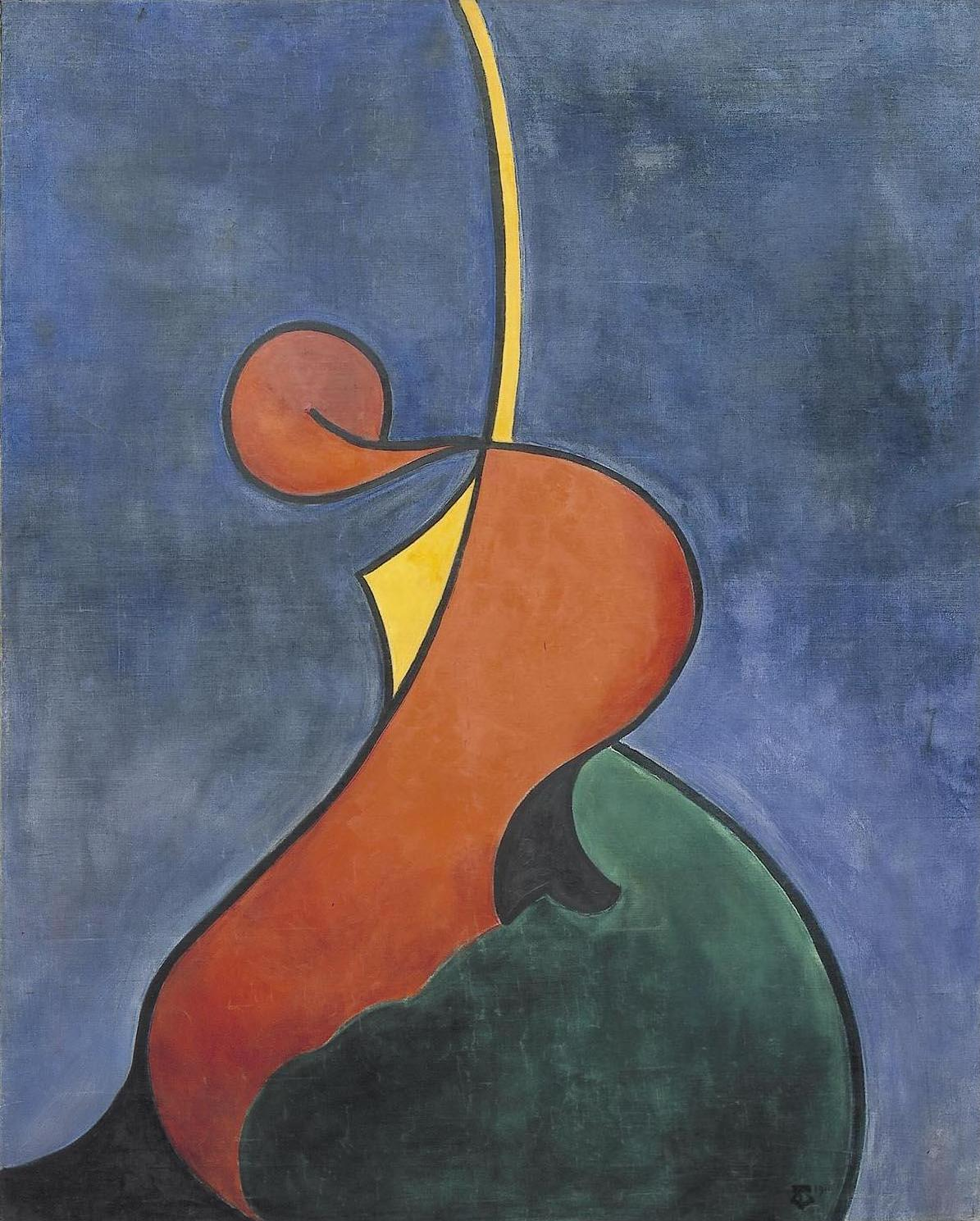
Mouvement héroïque, 1916.
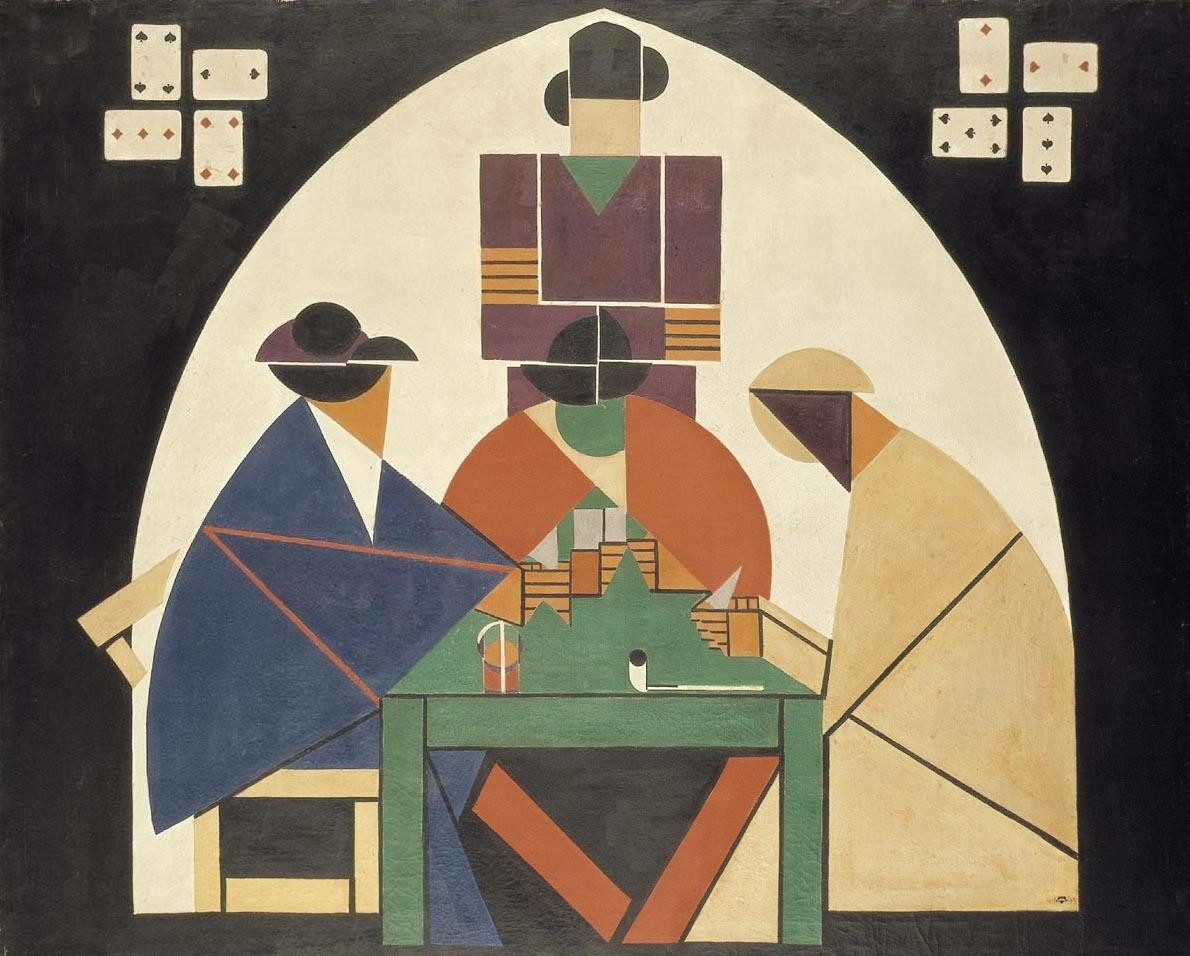
Les Joueurs de cartes, 1916-1917.
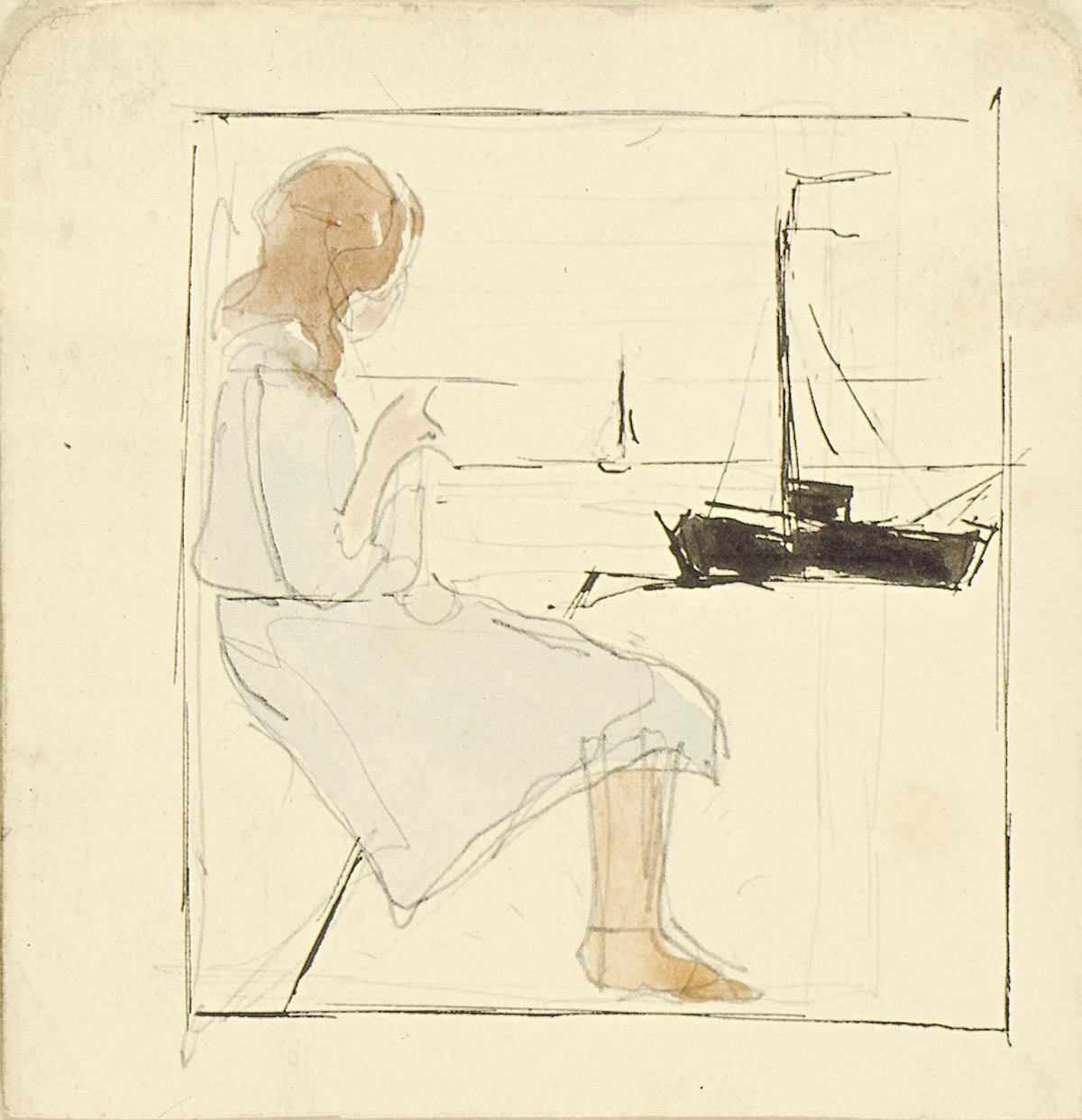
Girl Knitting in the Harbor, 1918 (?).
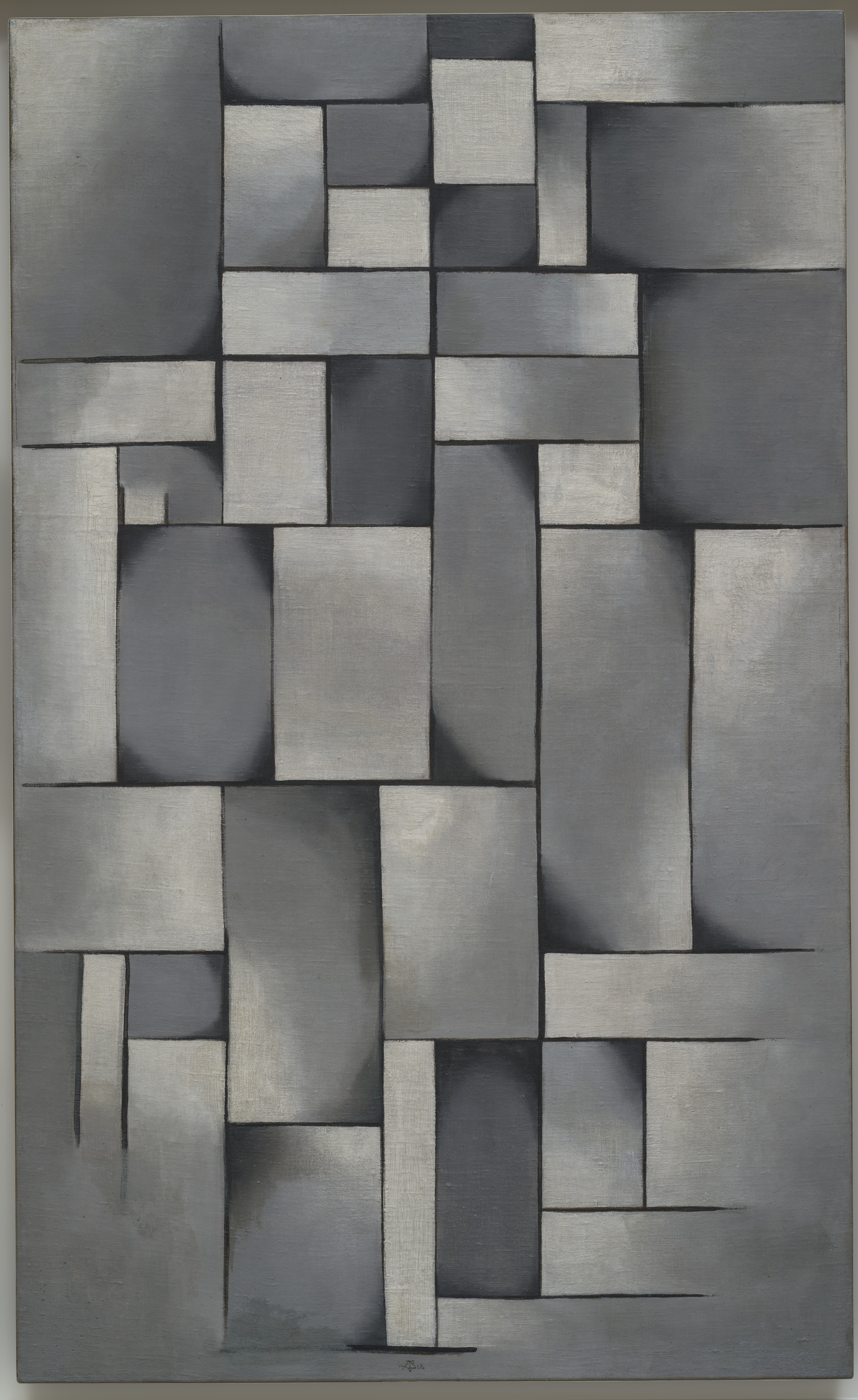
Composition in Gray (Rag-time), 1919, musée Solomon R. Guggenheim, New York.
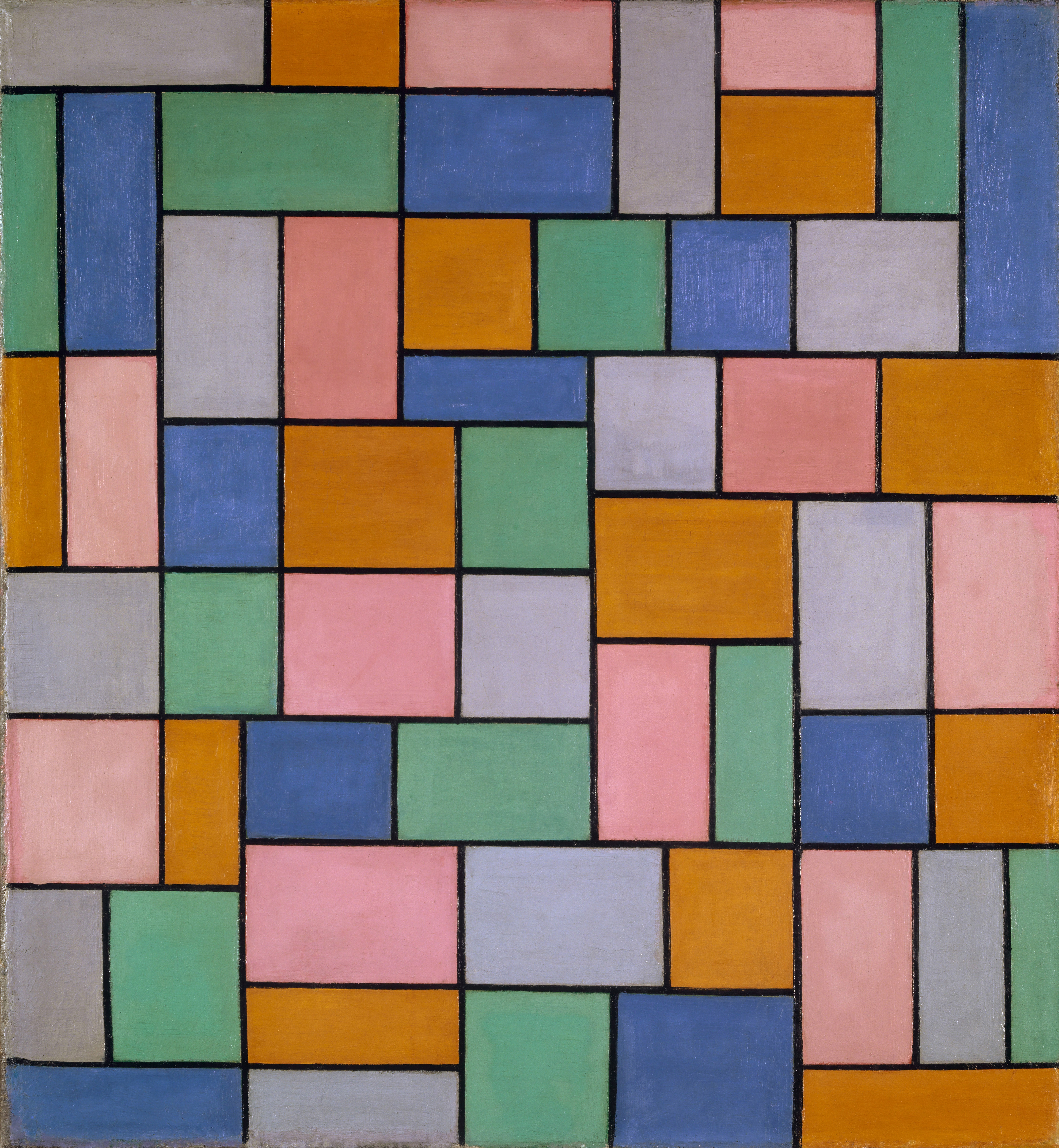
Composition en dissonances (1919), Kunstmuseum, Bâle.
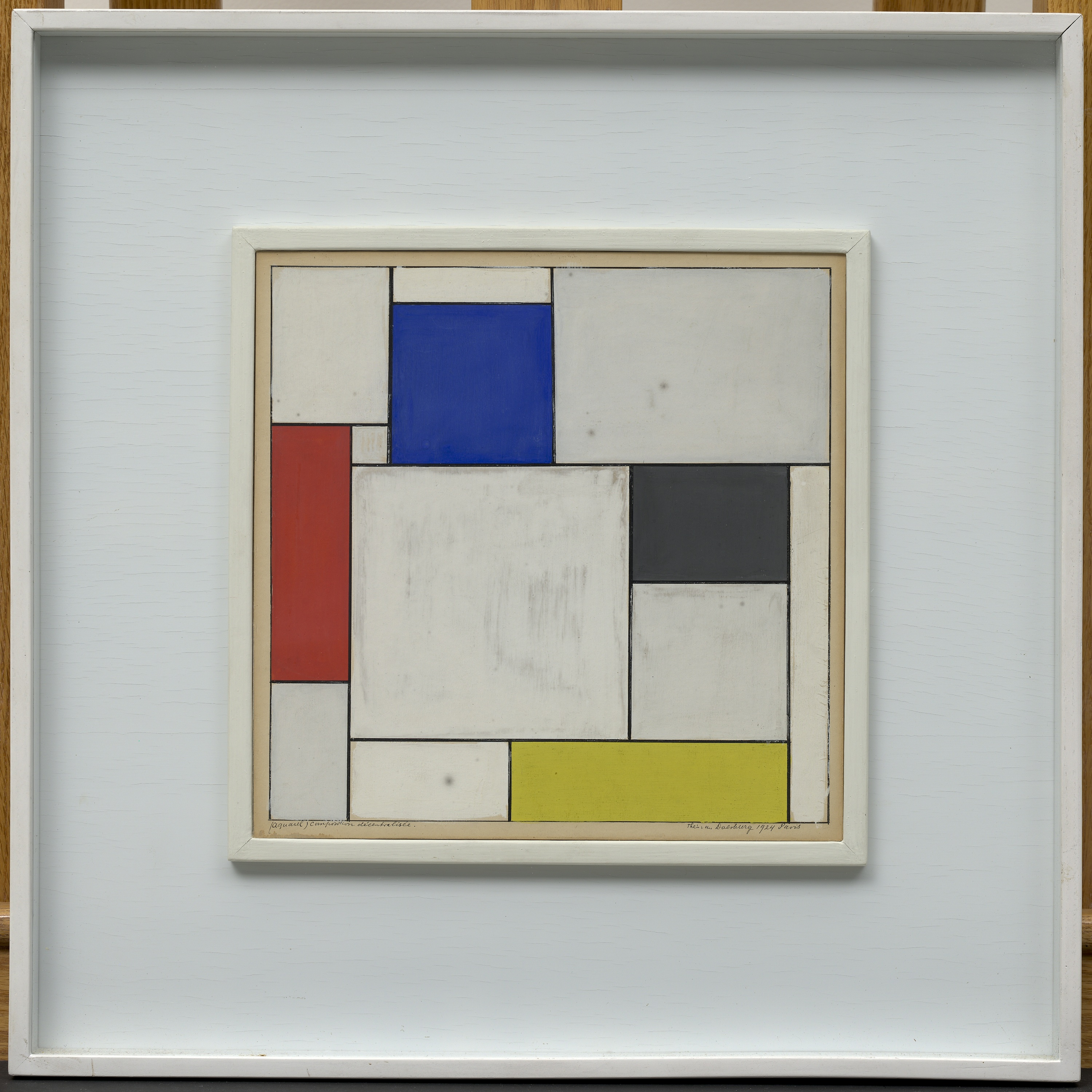
Composition décentralisée, 1924, musée Solomon R. Guggenheim, New York.

## Publications
- Theo van Doesburg, Principes fondamentaux de l'art néo-plastique, Paris, ENSBA, 2009, 104 p. (ISBN 978-2-84056-238-2)
- Théo Van Doesburg et Marc Dachy (trad. du néerlandais de Belgique), Qu'est-ce que Dada ?, Paris, L'Echoppe, 2005, 58 p. (ISBN 2-84068-008-4).